# Cycas collina
Cycas collina ist eine in Südostasien beheimatete Art der Palmfarne (Cycadophyta).

## Merkmale
Die Stämme sind 15 bis 80 cm hoch bei einem Durchmesser von 8 bis 13 cm. Sie sind meist unterirdisch oder niederliegend. Die Krone besteht aus zwei bis fünf Blättern. Diese sind hell- bis dunkelgrün, leicht glänzend, 1,4 bis 3,3 Meter lang, flach und nicht gekielt. Sie haben 110 bis 180 Fiederblättchen. Der orange Filz wird beim Wachstum abgeworfen. Die Rhachis endet mit den paarigen Fiederblättchen. Der Blattstiel ist 70 bis 190 cm lang, ist kahl und über den Großteil der Länge stachelig.  Die basal stehenden Fiederchen sind 20 bis 26 Zentimeter lang. Die mittleren Fiederchen sind einfach, 28 bis 45 Zentimeter lang und 17 bis 23 mm breit. Die Fiederspitzen sind weich zugespitzt, nicht stachelig. 
Die Cataphylle sind schmal dreieckig, weich, behaart und 4 bis 8 cm lang. 
Die mikrosporangiaten Zapfen sind spindelförmig, cremefarben, 20 bis 25 cm lang, 9 bis 11 cm im Durchmesser. Die Spreite der Mikrosporophylle ist weich und nicht dorsiventral verdickt. Sie ist 12 bis 14 mm lang, 7,5 bis 10 mm breit, wobei die sterile Spitze 3 bis 6 mm lang ist. 
Die Spreite der Megasporophylle ist 10 bis 14 cm lang, braunfilzig behaart. Sie tragen zwei bis vier kahle Samenanlagen. Die Samen sind eiförmig, 25 bis 27 mm lang und 18 bis 21 mm breit. Die Sarkotesta ist gelb, eine Faserschicht fehlt. Die Sklerotesta ist leicht runzelig, eine Schwammschicht fehlt. 

## Verbreitung und Standorte
Cycas collina kommt nur in der Provinz Son La im Norden Vietnams vor. Sie wächst in den Bergregionen über 500 m Seehöhe in immergrünen oder teilweise laubwerfenden Wäldern oder Bambus-Dickichten an den Steilhängen der Berge. Die Untergründe sind roter Lehmboden über Sandstein oder lehmige Böden über Metasedimenten. Wahrscheinlich kommt die Art auch in benachbarten Gebieten in Laos vor.

## Belege
- Ken D. Hill, Hiêp T. Nguyen, Phan K. Loc: The Genus „Cycas“ (Cycadaceae) in Vietnam. In: The Botanical Review. Bd. 70, Nr. 2, April/June 2004, ISSN 0006-8101, S. 134–193, doi:10.1663/0006-8101(2004)070[0134:TGCCIV]2.0.CO;2.

## Weblink
- Cycas collina in der Roten Liste gefährdeter Arten der IUCN 2013.2. Eingestellt von: Nguyen, H.T., 2009. Abgerufen am 28. April  2014.